# Zweving
Onder een zweving wordt verstaan de resultante van het superponeren (samenvoegen) van twee trillingen met slechts een klein verschil in frequentie. Het is daarmee een bijzonder geval van interferentie. Zwevingen treden onder meer op in de signaalverwerking wanneer van twee signalen de frequenties dicht bij elkaar liggen. Zweving kan optreden bij alle golven waarvoor het superpositieprincipe geldt, zoals bij geluidsgolven en elektromagnetische golven.

## Wiskundige beschrijving

### Afleiding van formules voor de zwevingsfrequentie
Zij

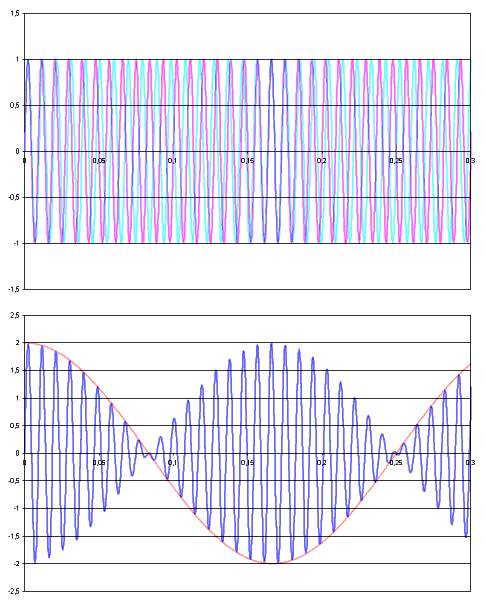
Voorbeeld van het zweven van twee signalen.
Boven: de signalen met frequenties f1(blauw) en f2 (magenta).
Onder: De zweving, ontstaan door het optellen (superponeren) van de boven weergegeven signalen. De blauwe lijn toont het gemiddelde van de beide frequenties en de omhullende in magenta de halve verschilfrequentie van de beide signalen.

- y1,2  = de sinusvormige trillingen 1 en 2;
- f1,2  = de frequentie van de sinusvormige trillingen 1 en 2;
- A1,2  = de amplitude van de afzonderlijke trillingen (gelijk voor 1 en 2);
- t = de tijd;
- π = het getal pi (= 3,141592654...);
- yR  = het resulterende samengestelde signaal;
- AR  = de amplitude hiervan;
- fR  = de frequentie hiervan;
- fS  = de frequentie van de omhullende van het samengestelde signaal;
- fzweving  = de zwevingsfrequentie.

We beschouwen twee in dezelfde richting trillende harmonische trillingen met een klein frequentieverschil:
{\displaystyle y_{1}(t)=A_{1}\sin(2\pi f_{1}t)}
en
{\displaystyle y_{2}(t)=A_{2}\sin(2\pi f_{2}t)}
Ter vereenvoudiging nemen we aan dat beide trillingen dezelfde amplitude hebben:
{\displaystyle A_{1}=A_{2}=A}
De samengestelde trilling wordt dan:
{\displaystyle y_{\mathrm {R} }=A\left(\sin \left(2\pi f_{1}t\right)+\sin \left(2\pi f_{2}t\right)\right)}.
Met de formules van Simpson kan dit worden herleid tot:
{\displaystyle y_{\mathrm {R} }=2A\sin \!\left(2\pi {\frac {f_{1}+f_{2}}{2}}t\right)\cdot \cos \!\left(2\pi {\frac {f_{1}-f_{2}}{2}}t\right)}
Dit betekent dat de frequentie van het resulterende zwevingssignaal het gemiddelde is van de frequenties van de samenstellende signalen (het sinuslid in de vergelijking, zie fR  hierna), en dat de resulterende amplitude in de tijd varieert (de cosinusfactor in de formule, zie fS  en fzweving  hierna).
Nu geldt:
{\displaystyle f_{\mathrm {R} }={\frac {f_{1}+f_{2}}{2}}}
Men vindt dus fS  = f1  – f2 ; dit is de frequentie van de cosinusfactor. Daar het voor de omhullende – dat wil zeggen voor hoorbare amplitudeschommelingen – niet uitmaakt of de cosinusfactor positief of negatief is, is de hoorbare frequentie van de amplitudeschommelingen tweemaal zo hoog. Deze zogenaamde zwevingsfrequentie is gedefinieerd als:
{\displaystyle f_{\mathrm {zweving} }=\left|f_{1}-f_{2}\right|}
en zijn waarde is aanzienlijk kleiner dan fR . De daaruit volgende zwevingsperiode Tzweving  = 1 / fzweving  is het tijdsverschil tussen twee punten met de kleinste amplitude (knopen) van de zwevingsfunctie yR .

### Onzuivere zweving
Als de amplitudes van de beide trillingen niet gelijk zijn, spreekt men van een zogenaamde onzuivere zweving. Daarbij ziet de cosinusfactor er iets anders uit, en er treden geen stilteperiodes op (wanneer de resulterende amplitude van de zuivere zweving door nul gaat). Verder schommelt de zwevingsduur, dat wil zeggen dat de zwevingsfrequentie (de sinusfactor in bovenstaande afleiding) niet constant is.

## Akoestische zwevingen
In de akoestiek kan men zwevingen duidelijk horen: wanneer twee tonen samenklinken waarvan de frequenties net niet gelijk zijn, hoort men een toon waarvan de frequentie het gemiddelde is van beide gesuperponeerde tonen. Deze toon is gemoduleerd, dat wil zeggen dat zijn geluidssterkte schommelt, met de zogenaamde zwevingsfrequentie, die gelijk is aan het verschil tussen de frequenties van de beide tonen.
Wordt het frequentieverschil groter, dan kan het oor de steeds sneller wordende geluidssterkteschommelingen niet meer volgen en hoort men een toon met een ruwe klankkleur, die zich bij verdere toename van de verschilfrequentie in twee aparte tonen opsplitst. Wanneer de verschilfrequentie de gehoordrempel van ca. 20 Hz overschrijdt, wordt hij als verschiltoon hoorbaar.
Dit wordt gedemonstreerd door het volgende geluidsvoorbeeldⓘ: op een sinusvormige toon met een constante frequentie van 440 Hz is een tweede sinustoon gesuperponeerd, waarvan de frequentie van 440 Hz naar 490 Hz oploopt.
Hoe de zweving van een interval (hier van een halve toon) wordt waargenomen, hangt zeer sterk af van de hoogte, zoals uit het volgende voorbeeld duidelijk wordt:
Voorbeeld:
Gespeeld worden de (sinusvormige) tonen van de grote tot het driegestreepte octaaf, eerst afzonderlijk en dan samen. De frequentie van de f is in elke octaaf 6,6% hoger dan die van de e.
| in Hz        | E 82,5 | F 88   | E F   | e 165  | f 176  | e f   | e’ 330 | f’ 352 | e’ f’ | e’’ 660 | f’’ 704 | e’’ f’’ | e’’’ 1320 | f’’’ 1408 | e’’’ f’’’ |
|              | alleen | alleen | samen | alleen | alleen | samen | alleen | alleen | samen | alleen  | alleen  | samen   | alleen    | alleen    | samen     |
| beluisterenⓘ |        |        |       |        |        |       |        |        |       |         |         |         |           |           |           |

### Geluidsvoorbeelden
Zwevingen bij superpositie van twee tonen van 440 Hz en 440,5 Hz:
| Met zuivere sinustrillingen         | Met 100% grondtoon, 50% eerste boventoon en 25% tweede boventoon |
| ----------------------------------- | ---------------------------------------------------------------- |
| Zweving met zuivere sinustrillingen | Zweving met boventonen                                           |
| beluisterenⓘ                        | beluisterenⓘ                                                     |

Twee chromatische halve tonen (frequentieverschil 4%) samenklinkend:
| Notenbild c' und cis' | Zuivere sinustonen: het zweven is duidelijk te horen. Nauwelijks aparte tonen hoorbaar beluisterenⓘ | Als orgelregister met boventonen (grondtoon: 100%, boventonen: 75%, 50%, 30%, 15%, 10% en 5%). Hier hoort men bij het samenklinken duidelijk twee gescheiden tonen (men kan ze nazingen). beluisterenⓘ |

### Zwevingen bij onzuivere intervallen
Bij onzuiver geïntoneerde intervallen kan men de zwevingen van de boventonen als volgt berekenen:
| octaven      | {\displaystyle f_{\mathrm {zweving} }=\left\|2\cdot f_{1}-f_{2}\right\|}        |
| kwinten:     | {\displaystyle f_{\mathrm {zweving} }=\left\|3\cdot f_{1}-2\cdot f_{2}\right\|} |
| grote terts: | {\displaystyle f_{\mathrm {zweving} }=\left\|5\cdot f_{1}-4\cdot f_{2}\right\|} |
Bij de gewoonlijk buiten het kritieke gebied liggende intervallen hoort men een zweving wanneer twee duidelijk aanwezige boventonen of een boventoon en grondtoon dicht bij elkaar liggen.
Zoals men in de volgende golfbeelden kan zien, is bij zuivere sinustonen nauwelijks zweving waar te nemen (de amplituden veranderen nauwelijks), bij een groot aandeel aan boventonen is echter duidelijk zweving te horen.
|                                                                    |
| Beluisteren: eerst zuivere sinustrillingen, daarna met boventonenⓘ |

Zwevingen bij intervallen spelen de reine, de middentoon-, de welgetempereerde en de gelijkzwevende stemming een grote rol. Zo hoort men bijvoorbeeld bij een zuivere terts geen zweving, bij een gelijkzwevende een aanzienlijke – als wrijvend ervaren – zweving. De zwevingen van de middentoonstemming zijn zo zwak dat zij niet als wanklank worden ervaren.

### Akoestisch bedrog?
De auditieve waarneming van zwevingen berust in het algemeen niet op een akoestisch bedrog, maar op reële fysische processen. Dat geldt niet voor de zogenaamde binaural beats, waarbij door middel van een koptelefoon aan elk oor een van twee verschillende frequenties worden aangeboden en de waarneming van zwevingen pas bij de signaalverwerking in de hersenen ontstaat.

## Toepassingen
Het verschijnsel zwevingen wordt op allerlei gebieden toegepast. Hier volgen enkele voorbeelden.

### Technische toepassingen
In een eenvoudige AM-radio-ontvanger wordt een sinusvormig signaal gegeneerd dat wordt ingesteld op de draaggolffrequentie van de zender waarop men wil afstemmen. Hierop wordt het ontvangen antennesignaal gesuperponeerd, waardoor een zweving tussen beide signalen ontstaat. Dit verschilsignaal is precies het gewenste audiosignaal, dat naar de audioversterker kan worden gevoerd.
Het moiré-effect kan beschouwd worden als een soort ruimtelijke variant op de zweving. Bij zwevingen gaat het normaliter om signalen die als functie van de tijd variëren. Bij het moiré-effect variëren de signalen als functie van de plaats. Diverse meetmethodes maken hier gebruik van. Een bekend voorbeeld is de nonius.

### Toepassingen in de muziek
Musici gebruiken zwevingen vaak om muziekinstrumenten – zoals snaarinstrumenten, maar ook andere – op het gehoor te stemmen. Instrumenten kunnen hiermee ten opzichte van elkaar, of ten opzichte van een stemvork of een toongenerator worden gestemd.
In de muziekuitvoering kunnen zwevingen worden gebruikt om een verlevendigend klankeffect te produceren, zoals het zogenaamd tremolo- of choruseffect, of als speciaal orgelregister in pijporgels. De Lesliespeaker gebruikt het dopplereffect om een zweving te genereren. Hierbij wordt op de constante uitgangstoon een in toonhoogte vibrerende toon gesuperponeerd.
Daarentegen wordt een zweving onaangenaam storend als twee instrumenten met bijna sinusvormige tonen (zoals fluiten) dicht bijeen liggende tonen spelen – men zegt dan dat die tonen „schuren.” Bij unisono-samenspelen van twee beginnende blokfluitspelers kan bij extreme onzuiverheden zelfs een uiterste doordringende, diepe verschiltoon hoorbaar worden.